# Cobitis
Cobitis ist eine artenreiche Gattung bodenlebender Süßwasserfische aus der Familie der Steinbeißer (Cobitidae). Cobitis-Arten kommen in Eurasien und im Nordwesten von Afrika vor.

## Merkmale
Es sind schlanke und kleine Fische, die Längen von 5 bis 16 cm erreichen können. Charakteristisch ist ihre Zeichnung, die aus einem Rückenstreifen und vier längs verlaufenden Streifen oder Reihen von Flecken auf den Körperseiten besteht. Das kleine Maul ist unterständig und von drei Bartelpaaren umgeben. In einer Hauttasche unter jedem Auge liegt jeweils ein Dorn, der durch Muskelbewegungen nach vorn ausgeklappt und mit einem Knochengelenk arretiert werden kann. Die Männchen besitzen an der Basis des ersten (unverzweigten) und zweiten (verzweigten) Flossenstrahls der Brustflossen ein kleines Knochenplättchen, das als Lamina circularis bezeichnet wird.

## Arten
Mit über 80 Arten ist Cobitis die artenreichste Gattung der Steinbeißer.

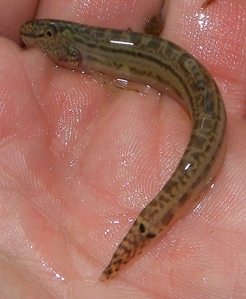
Cobitis bilineata

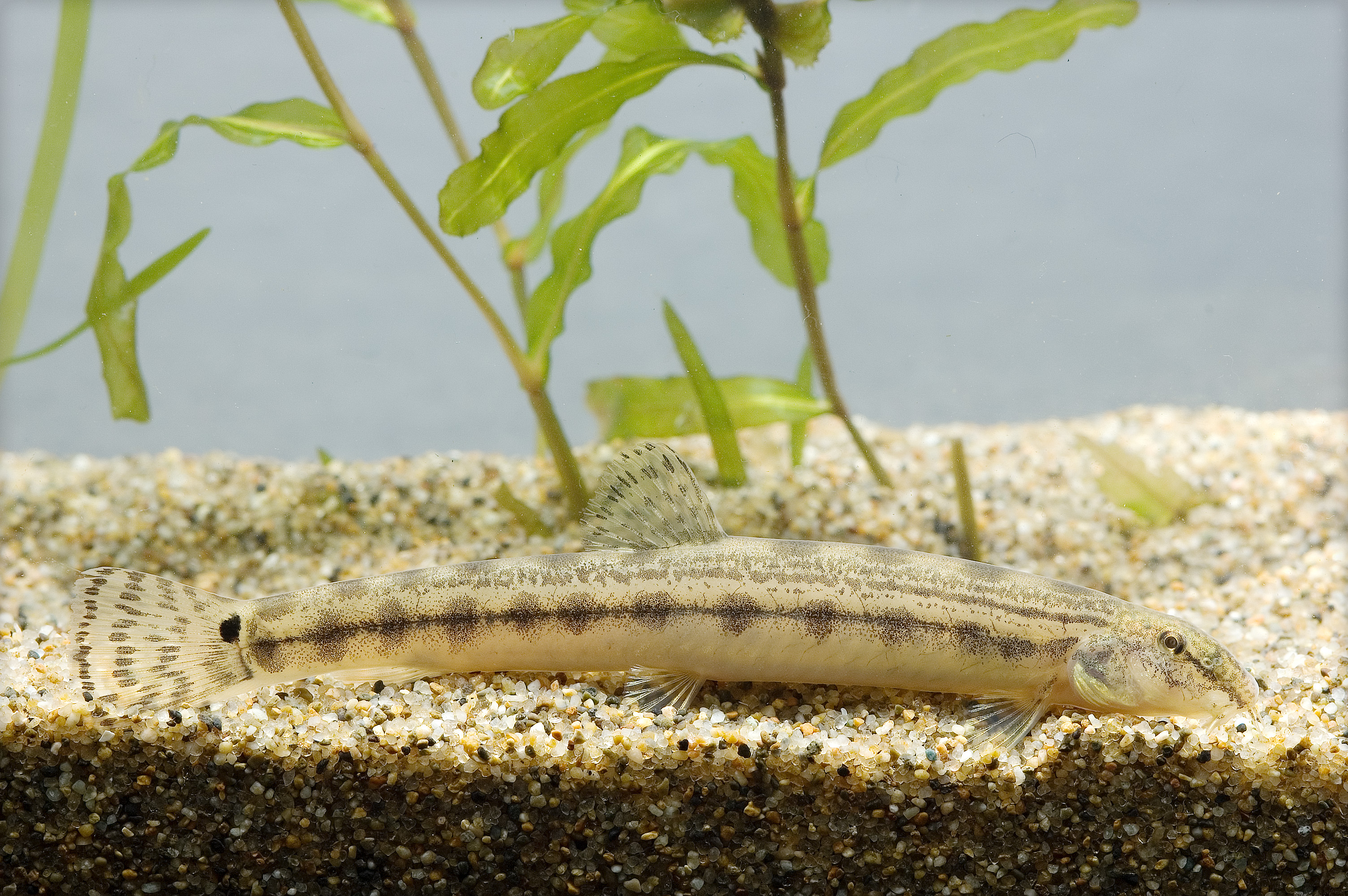
Cobitis biwae

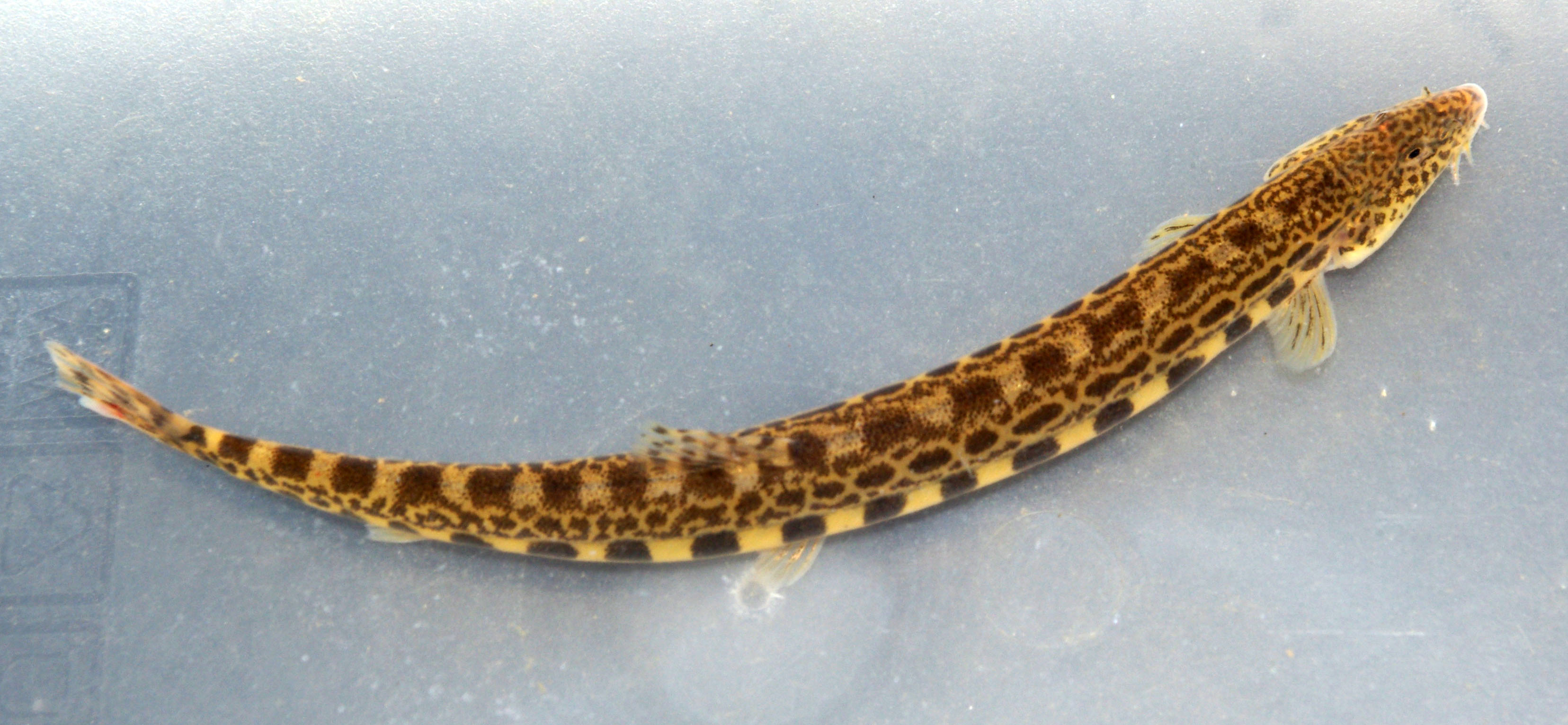
Cobitis calderoni

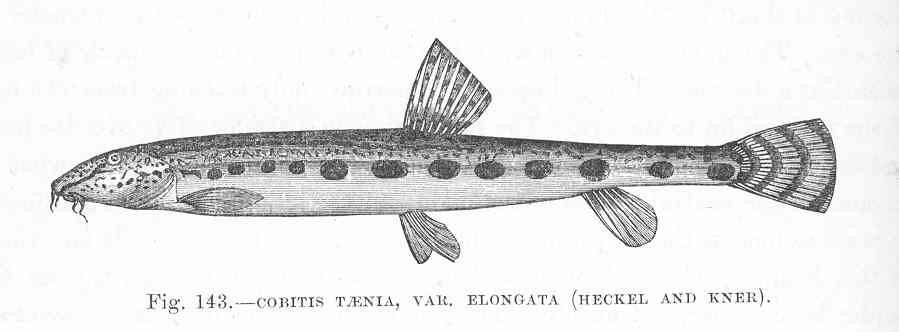
Cobitis elongata

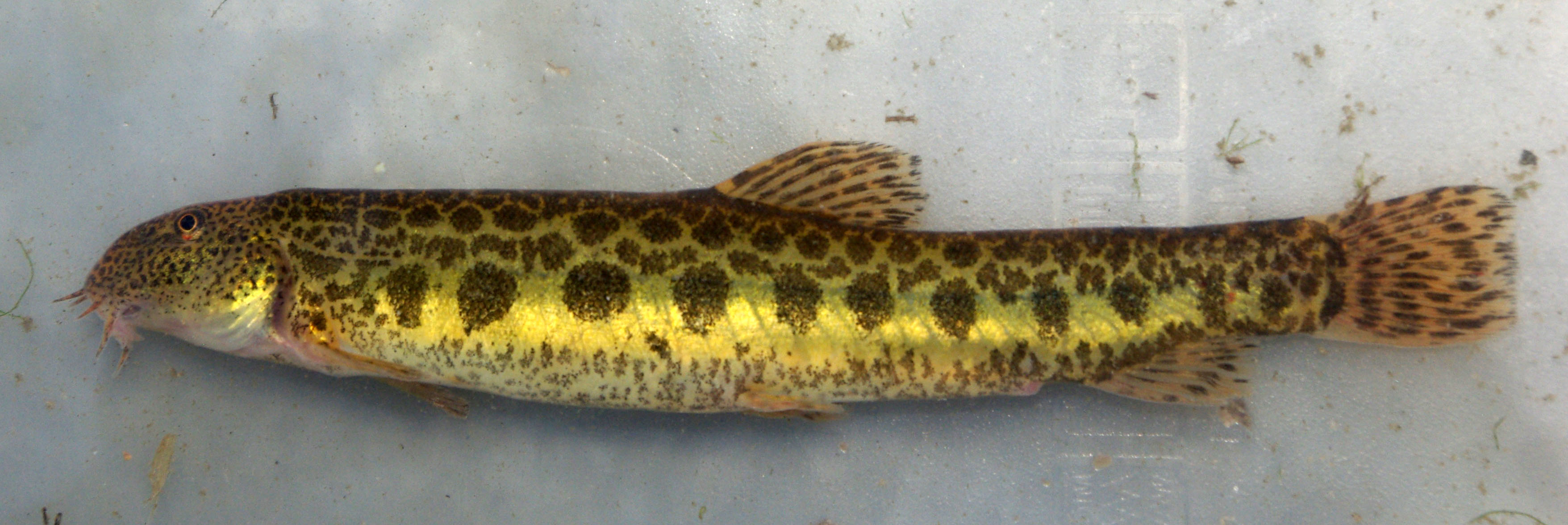
Cobitis paludica

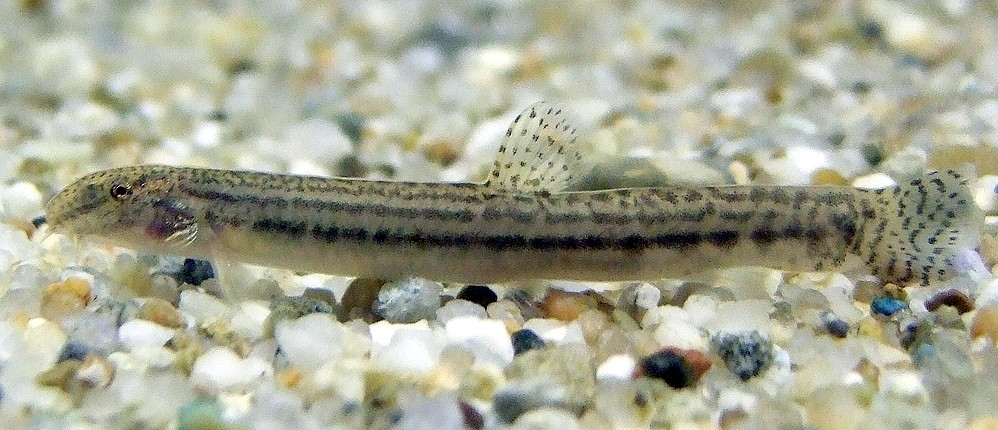
Cobitis shikokuensis

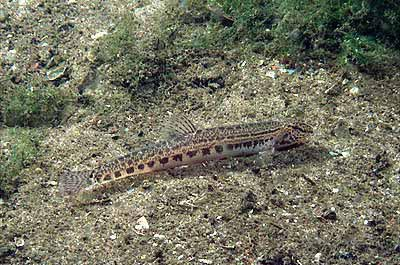
Cobitis taenia

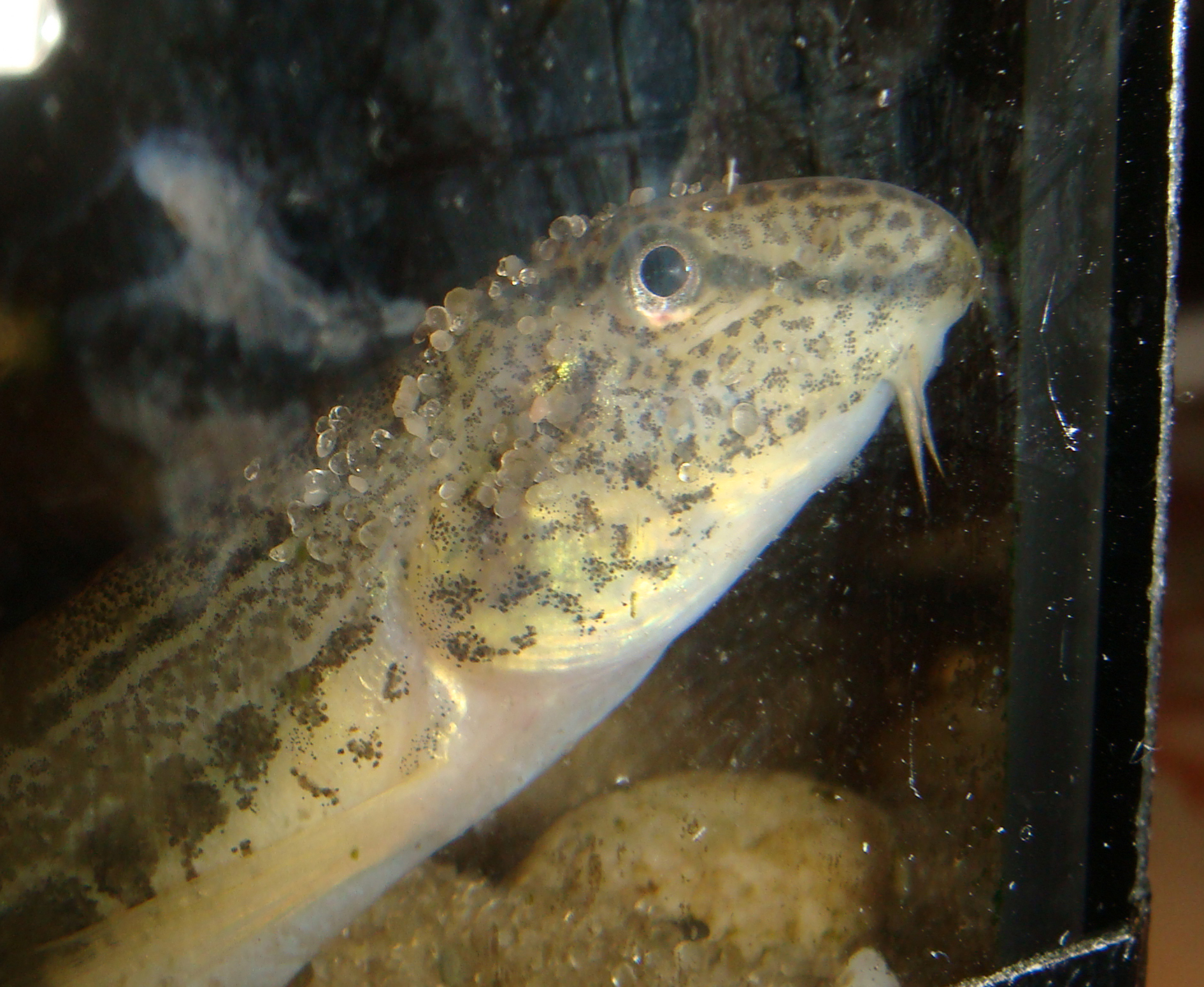
Cobitis tanaitica

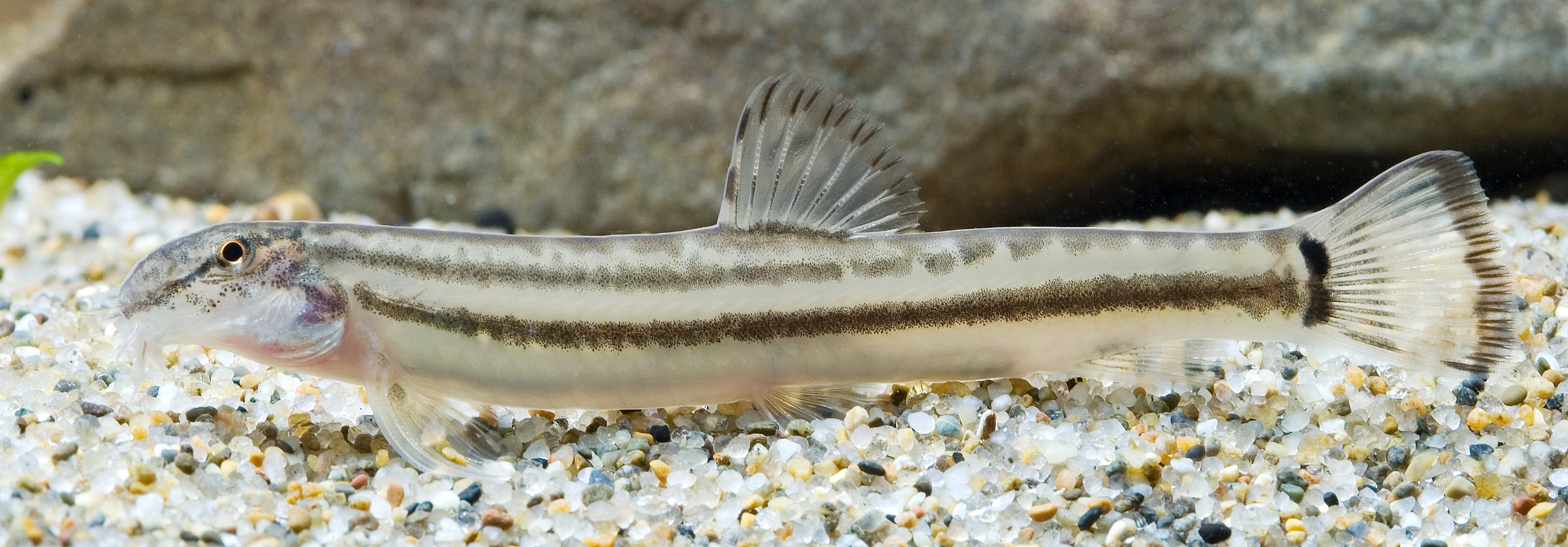
Unbeschriebene Cobitis-Art aus Japan.

- Cobitis afifeae Freyhof et al., 2018[1]
- Cobitis aliyeae Freyhof et al., 2018[1]
- Cobitis amphilekta Vasiléva & Vasilév, 2012
- Cobitis anabelae Freyhof et al., 2018[1]
- Cobitis arachthosensis Economidis & Nalbant, 1996
- Cobitis arenae (Lin, 1934)
- Cobitis australis Chen, Chen & He, 2013
- Cobitis avicennae Mousavi-Sabet, Vatandoust, Esmaeili, Geiger & Freyhof, 2015
- Cobitis baishagensis Chen et al., 2015
- Cobitis bilineata Canestrini, 1865
- Cobitis bilseli Battalgil, 1942
- Cobitis biwae Jordan & Snyder, 1901
- Cobitis calderoni Băcescu, 1962
- Cobitis choii Kim & Son, 1984
- Cobitis crassicauda Chen & Chen, 2013
- Cobitis dalmatina Karaman, 1928
- Cobitis damlae Erkákan & Özdemir, 2014
- Cobitis dolichorhynchus Nichols, 1918
- Cobitis dorademiri Erkakan, Özdemir & Özeren, 2017
- Cobitis elazigensis Coad & Sarieyyüpoglu, 1988
- Balkan-Steinbeißer (Cobitis elongata Heckel & Kner, 1858)
- Donau-Steinbeißer (Cobitis elongatoides Băcescu & Mayer, 1969)
- Cobitis emrei Freyhof et al., 2018[1]
- Cobitis erkakanae Freyhof et al., 2018[1]
- Cobitis evreni Erkákan, Özeren & Nalbant, 2008
- Cobitis fahirae Erkákan, Atalay-Ekmekçi & Nalbant, 1998
- Cobitis faridpaki Mousavi-Sabet, Vasiléva, Vatandoust & Vasilév, 2011
- Cobitis fasciola Chen & Chen, 2013
- Cobitis gladkovi Vasilév & Vasiléva, 2008
- Cobitis gracilis Chen & Chen, 2016
- Cobitis guttatus (Nguyen, 2005)
- Cobitis hankugensis Kim, Park, Son & Nalbant, 2003
- Cobitis hellenica Economidis & Nalbant, 1996
- Cobitis hereromacula Chen et al., 2015
- Cobitis illyrica Freyhof & Stelbrink, 2007
- Cobitis jadovaensis Mustafic & Mrakovcic, 2008
- Cobitis joergbohleni Freyhof et al., 2018[1]
- Cobitis kaibarai Nakajima, 2012
- Cobitis kellei Erkákan, Atalay-Ekmekçi & Nalbant, 1998
- Cobitis laoensis (Sauvage, 1878)
- Cobitis lebedevi Vasiléva & Vasilév, 1985
- Cobitis leptosoma Chen et al., 2015
- Cobitis levantina Krupp & Moubayed, 1992
- Cobitis linea (Heckel, 1847)
- Cobitis longitaeniatus Ngô, 2008
- Cobitis lutheri Rendahl, 1935
- Cobitis macrostigma Dabry de Thiersant, 1872
- Cobitis magnostriata Nakajima, 2012
- Cobitis maroccana Pellegrin, 1929
- Cobitis matsubarai Okada & Ikeda, 1939
- Cobitis megaspila Nalbant, 1993
- Cobitis melanoleuca Nichols, 1925
- Cobitis meridionalis Karaman, 1924
- Cobitis microcephala Chen & Chen, 2011
- Cobitis minamorii Nakajima, 2012
- Cobitis multimaculata Chen & Chen, 2011
- Cobitis nalbanti Vasil’eva et al., 2016
- Cobitis narentana Karaman, 1928
- Cobitis nuicocensis Nguyen & Vo, 2005
- Ohrid-Steinbeißer (Cobitis ohridana Karaman, 1928)
- Cobitis obtusirostra Chen et al., 2015
- Cobitis pacifica Kim, Park & Nalbant, 1999
- Cobitis paludica (de Buen, 1930)
- Cobitis phongnhaensis Ngô, 2008
- Cobitis pirii Freyhof et al., 2018[1]
- Cobitis phrygica Battalgazi, 1944
- Cobitis pontica Vasiléva & Vasilév, 2006
- Cobitis puncticulata Erkákan, Atalay-Ekmekçi & Nalbant, 1998
- Cobitis punctilineata Economidis & Nalbant, 1996
- Cobitis rara Chen, 1981
- Cobitis rhodopensis Vassilev, 1998
- Cobitis sakahoko Nakajima & Yuzuru Suzawa, 2015
- Cobitis satunini Gladkov, 1935
- Cobitis shikokuensis Suzawa, 2006
- Cobitis sibirica Gladkov, 1935
- Cobitis simplicispina Hankó, 1925
- Cobitis sinensis Sauvage & Dabry de Thiersant, 1874
- Cobitis sipahilerae Erkakan, Özdemir & Özeren, 2017
- Cobitis splendens Erkákan, Atalay-Ekmekçi & Nalbant, 1998
- Cobitis squataeniatus Ngô, 2008
- Cobitis stenocauda Chen & Chen, 2013
- Cobitis stephanidisi Economidis, 1992
- Cobitis striata Ikeda, 1936
- Cobitis strumicae Karaman, 1955
- Steinbeißer (Cobitis taenia Linnaeus, 1758)
- Cobitis takatsuensis Mizuno, 1970
- Cobitis takenoi Nakajima, 2016
- Cobitis tanaitica Băcescu & Mayer, 1969
- Cobitis taurica Vasiléva, Vasilév, Janko, Ráb & Rábová, 2005
- Cobitis tetralineata Kim, Park & Nalbant, 1999
- Cobitis troasensis Freyhof et al., 2018
- Cobitis trichonica Stephanidis, 1974
- Cobitis turcica Hankó, 1925
- Cobitis vardarensis Karaman, 1928
- Cobitis vettonica Doadrio & Perdices, 1997
- Cobitis wumingensis Chen et al., 2015
- Cobitis xui Tan et al., 2019
- Cobitis ylengensis Ngô, 2003
- Cobitis zanandreai Cavicchioli, 1965
- Cobitis zhejiangensis Son & He, 2005